# 圖沃
图瓦又称为图沃 (阿拉伯语：‎) 是一个隶属于沙特阿拉伯麦加省吉达市距离北部吉达 80（50英里）位于红海沿岸。

## 简介
图瓦是一个海边捕鱼中心， 建立于2009年9月的阿卜杜拉国王科技大学就位于这里。
因为阿卜杜拉国王经济城这座小城逐渐吸引着越来越多的人慕名而来，图瓦也有很多不错的海鲜饭店。

## 交通
图瓦被高速60号连接着，从这可以去达拉比格和延布.

## 阿卜杜拉国王科技大学社区

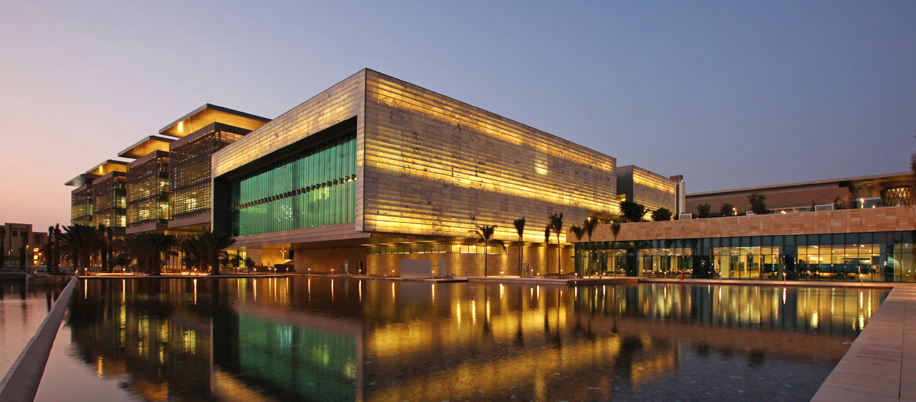
阿卜杜拉国王科技大学校园的夜景

图瓦是阿卜杜拉国王科技大学 (Arabic: جامعة الملك عبد الله للعلوم و التقنية jāmiʿat al-malik ʿabd al-Lāh li-l-ʿulūm wa-t-teqniyya)所在地，是一个创建于2009年的私立研究性大学。该校提供英文授课的科研和研究生项目。
1. ↑  Slackman, Michael. . The New York Times. November 20, 2009.
2. ↑  . Al-Yaum. 2003-09-23  [2021-09-15]. （原始内容存档于2015-01-09） （阿拉伯语）.
3. ↑  . kaust.edu.sa.   [2019-02-25]. （原始内容存档于2021-11-03）.